# ماهورستان العليا (بوئين و مياندشت)
ماهورستان العلیا (بالفارسية: ماهورستان علیا) هي قرية تقع في إيران في Yeylaq Rural District. يقدر عدد سكانها بـ 72 نسمة بحسب إحصاء 2016.